# Jacopo Puccini

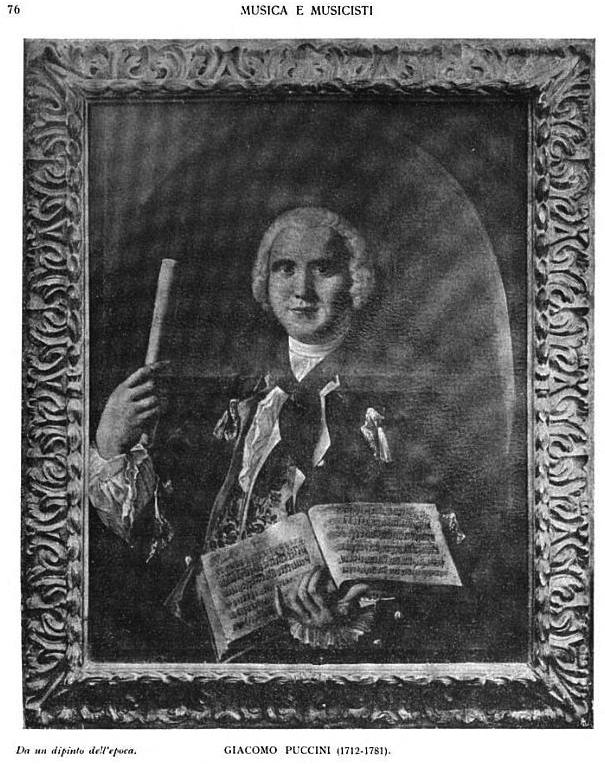
Jacopo (Giacomo) Puccini

Jacopo Puccini, auch Giacomo Puccini (getauft 26. Januar 1712 in Celle dei Puccini, heute Ortsteil von Pescaglia; † 16. Mai 1781 in Lucca) war ein italienischer Komponist und Organist des Spätbarock und der Vorklassik.

## Leben
Giacomo Puccini, Ururgroßvater des gleichnamigen Opernkomponisten Giacomo Puccini, verlor seinen Vater Antonio Puccini bereits im frühen Kindesalter. Musikunterricht erhielt er gemeinsam mit seinem Bruder Michele Puccini (1714–1782) ab 1719 in Lucca durch einen Musiker und Priester, der sich der beiden musisch begabten Kinder angenommen hatte. 1732 vervollständigte Puccini sein Studium bei Giuseppe Caretti (1690–1774) in Bologna, wo er auch Kontakt zum Padre Martini pflegte und mit dem er in der Folgezeit häufig korrespondierte.
Von 1739 bis zu seinem Tod war Puccini Direktor der Cappella di Palazzo di Republica in Lucca und ab 1740 Organist an der Kathedrale von S. Martino sowie Kapellmeister und Organist an anderen Hauptkirchen Luccas. Ein lebendiges Bild seiner vielfältigen Tätigkeit als Komponist und Organisator musikalischer Veranstaltungen in und um Lucca ergibt sich aus seinem Tagebuch, das Libro delle musiche annue ed avventizie (1748–1758). Ab 1743 war Puccini Mitglied der Accademia Filarmonica in Bologna. Sein Sohn Antonio Puccini (1747–1832) war ebenfalls als Musiker und Komponist in Lucca aktiv. Als einer von Puccinis Schülern gilt Pietro Alessandro Guglielmi.

## Werk
Überwiegend hinterließ Giacomo Puccini Kirchenmusik, aber auch Bühnenwerke für wichtige Anlässe im politischen Geschehen der lucchesischen Republik. Für feierliche Anlässe schuf er Messen und Vespern mit zwei Chören und zwei Orchestern, lediglich eine Komposition dieser Art (von 1753) ist nicht verschollen. Puccinis Stil zeichnet sich durch einen guten Satz der Vokalpartien aus, er benutzte die barocke Technik der kontrastierenden Gegenüberstellung von Chor und Orchester. 
Sein Werk umfasst rund 20 Messen, 12 Lamenti, etwa 20 Motetten, ein Requiem, das Oratorium „Il martirio di S Valentino“ (1754) und zahlreiche weitere Werke, darunter folgende Opern:
- Dione siracusano (1732)
- Lucio Giunio Bruto (1735)
- Marco Genuzio (1738)
- Solone (1741)
- Teramene (1744)
- Tarquinio Collatino (1747)
- Dione siracusano (1750)
- Curzio cavalier romano (1753)
- Il martirio di S. Valentino (1754)
- Marco Manlio Capitolino (1755)
- Tarquinio Collatino (1758)
- Roma liberata dalla signoria de’ re (1760)
- L’Arminio (1763)
- La confederazione dei Sabini con Roma (1765)
- L’esilio di Marco Tullio Cicerone (1768)
- Il Narsete (1770)
- Marzio Coriolano (1773)
- Roma liberata dalla congiura di Catilina (1775)
- Marco Manlio Capitolino (1777)